# TouchTone
TouchTone — это компьютерная игра-головоломка 2015 года для iOS-устройств. Она разработана Mikengreg, командой разработчиков инди-игр из двух человек, состоящей из Грега Уолвенда и Майка Бокслейтера. В игре необходимо отслеживать телефонные звонки в рамках правительственной программы и искать в них угрозы. Чтобы прочесть звонки, игрок должен решить головоломки со световыми лучами: луч должен пройти по комнате и оказаться в пункте назначения. Концепция TouchTone появилась после двухдневного Game Jam и после выпуска игры Gasketball, но «хакерская» тематика была добавлена в неё в середине 2013 года после разоблачений массовой слежки Сноуденом. Изначально задумывалась как сатирическая, но затем становилась более серьёзной.
Игра была выпущена 19 марта 2015 года. Согласно агрегатору Metacritic, TouchTone получила «в целом благоприятные» отзывы. Эксперты высоко оценили сюжет и визуальный стиль игры. Критиковали тот факт, что для перехода к следующим этапам игры необходимо было обязательно пройти предыдущие. Головоломки показались экспертам неоригинальными, но они отметили, что они связаны с тематикой игры.

## Геймплей
Скриншоты игры TouchTone
Согласно сюжету игры, игрок участвует в правительственной программе негласного наблюдения. Он следит за телефонными звонками и проверяет, есть ли в них угрозы. Игрок общается со своим руководителем (нечасто) и решает головоломки. Головоломки основаны на отражении света (этот тип головоломок популярен в ролевых играх; в этих головоломках игрок перемещает зеркала и изменяет направление луча света в комнате). В TouchTone игрок перемещает предметы, которые изменяют направление лучей. Лучи символизируют телефонные сообщения. Лучи, как правило, разного цвета, необходимо сделать, чтобы они попали в пункт назначения того же цвета, что и луч. Для изменения направления лучей используются специальные предметы, которые могут не только отражать, но и разделять луч. Некоторые предметы сгруппированы и не движутся по отдельности. Предметы можно двигать в направлениях, соответствующих основным сторонам света.
Уровни игры отображаются в специальном разделе игры, в игре имеется древовидная структура уровней. Чтобы узнать, что произойдет дальше, необходимо пройти уровни, расположенные на разных «ветвях» древовидной структуры. Помимо этого, есть дополнительные, побочные ветви сюжета, где, как правило, размещены самые сложные головоломки. Игрок может следить за сюжетом с помощью писем, которые можно читать, проходя головоломки. Игрок берет на себя роль агента Агентства национальной безопасности, он определяет, могут ли взломанные и прочтённые им письма повлиять на стабильность государства. Основная тема игры — государственная слежка; задаётся вопрос, приемлема ли слежка с точки зрения этики.

## Разработка
До выпуска TouchTone в 2015 году Mikengreg выпустили Solipskier и Gasketball. После окончания разработки Gasketball разработчики запланировали поездку на Game Jam, состоявшийся в Виктории, в провинции Британская Колумбия. Игра Gasketball заработала мало, поэтому Бокслейтер хотел создать на Game Jam «что-то новое, маленькое и совершенное». К концу Game Jam, длившегося 2 дня, была создана механика головоломок TouchTone, но для завершения работы над игрой понадобилось 2 года. В течение этого времени создавалась не только эта игра, разработчики, в том числе, работали отдельно, и Уолвенд выпустил игру Threes с Ашером Волмером в 2014 году. Уолвенд хотел добавить в TouchTone аудиосигнал, но эта идея была отброшена. По мнению разработчиков, игра в этом случае была слишком похожа на «скучную флэш-игру». Также они сочли, что игра бы слишком напоминала «хакерскую мини-игру от одной из AAA-корпораций, которая появлялась, в частности, в BioShock или [[System Shock (игра, 1994)|]».
Тематика игры TouchTone была определена после разоблачений Эдварда Сноудена, произошедших в середине 2013 года. Разработчики считали, что они могут сделать игру сатирической и добавить в неё «хакерскую» тематику. Однако затем история перестала быть шуточной, её содержание становилось серьезнее. Бокслейтер написал сценарий в течение 5 месяцев. Бокслейтер и Уолвенд совещались и обдумывали, как сделать сюжет более согласованным. Бокслейтер хотел, чтобы сюжет был «связан с национальным сознанием». Он считал, что сюжет и игровой процесс «должны быть не обязательно связаны друг с другом», по его мнению, сюжет был необходим, чтобы увлечь тех, кому не очень нравятся головоломки. Разработчики тестировали игру на площади Логан-сквер в Чикаго. Разработчики отказались от опции пропуска головоломок, так как это, по их мнению, добавляет в игру спойлеры, а также мешает игроку адаптироваться к увеличению сложности головоломок. По заявлению разработчиков, они заимствовали философию геймдизайна у Дерека Ю, разрабатывавшего игру Spelunky.
TouchTone была выпущена для iOS 19 марта 2015 года. Игра находилась на первой странице App Store после её релиза.

## Оценки
Согласно Metacritic, отзывы об игре TouchTone «в целом благоприятные». Игра получила серебряную награду Pocket Gamer.
Рецензенты высоко оценили «эстетическую» сторону игры, но они остались недовольны неоригинальными головоломками. Эксперт TouchArcade Шон Масгрейв писал, что в игре «поразительные» визуальные эффекты, а сообщения, связанные с политической обстановкой, были «несогласованными, но сами по себе сильными». По мнению эксперта, стиль игры схож с предыдущими играми Уолвенда, а политическая тематика связана с точкой зрения Mikengreg. Масгрейв критиковал головоломки, но отметил game writing[перевести]. Эксперт 148Apps Джордан Минор отметил, что в игре «крайне мало цвета», а цветовая тема игры «напоминает триллеры 1970-х». Головоломки эксперту не понравились, также он критиковал «однообразие игрового процесса, схожее с игрой Papers, Please». По мнению эксперта, TouchTone — это "по сути, серия хакерских мини-игр … [из игр] «BioShock, Deus Ex или Watch Dogs». Эксперт Pocket Gamer Крэйг Граннелл заметил, что для прохождения некоторых головоломок «часто нужно перевернуть мышление». Джим Сквайрс (Gamezebo) счёл, что Touchtone «подходит для определённых игроков» и сравнил геймплей с геймлеем игры Deflektor 1987 года. Несмотря на сходство игры с «бесчисленными играми-головоломками», он счёл игру «чертовски умной», так как в ней необходимо было перемещать некоторые объекты одновременно.
Экспертам не понравилось, что головоломки пропускать нельзя. Масгрейв писал, что период, когда игрок «застревает», отвлекает игрока от сюжета. Граннелл (Pocket Gamer) счёл «линейность» игры «единственным её минусом», хотя также хотел, чтобы в игре была возможность отменить ранее выбранные действия и возможность продолжить головоломку после выхода из игры. Многим экспертам понравился сюжет игры. Эксперт Wired Кайл ВанХемерт сказал, что «определять, какие сообщения могут навредить нацбезопасности, а какие — нет» — это «мощный опыт». Сквайрс (Gamezebo) счёл сюжет одним из плюсов игры, он отметил, что это необычно для головоломки. Он заметил, что в игре была «интрига», из-за которой хотелось узнать, чем заканчивается история, и что именно сюжет побудил его пройти более сложные головоломки.